# Planispectrum cochinchinensis
Planispectrum cochinchinensis är en insektsart som först beskrevs av Ludwig Redtenbacher 1906.  Planispectrum cochinchinensis ingår i släktet Planispectrum och familjen Heteropterygidae. Inga underarter finns listade i Catalogue of Life.